# 獨立合同人
一個獨立合同人是一個通過一個固定的合同向第三方提供商品或服務的自然人或企業 ，與僱員不同，獨立合同人並不有規律地為僱主工作，但會依照代理法在必要的時候為合同方工作。通常他們獲得報酬的方式類似自由職業人。
以美國為例，因為獨立合同人並不是僱員，所以合同方並不用向對待僱員那樣為獨立合同人提供社會保險和醫療保險等保障，而獨立合同人也不必繳納相應的稅。。但獨立合同人和僱員之間關係也並非總是很明確，有些獨立合同人常年為一家公司工作，而也有的獨立合同人會同時給不同的公司提供服務。實際上，航空業的一些公司就會在合同中聲明獨立合同人在合同期間不得為其他公司工作。

## 外部連結
- Independent Contractor Rights （页面存档备份，存于）
- Independent Contractor vs. Employee – IRS (U.S.) （页面存档备份，存于）
- "Self-Employed Individuals" – IRS (U.S.) （页面存档备份，存于）